# Badia del Dvinà

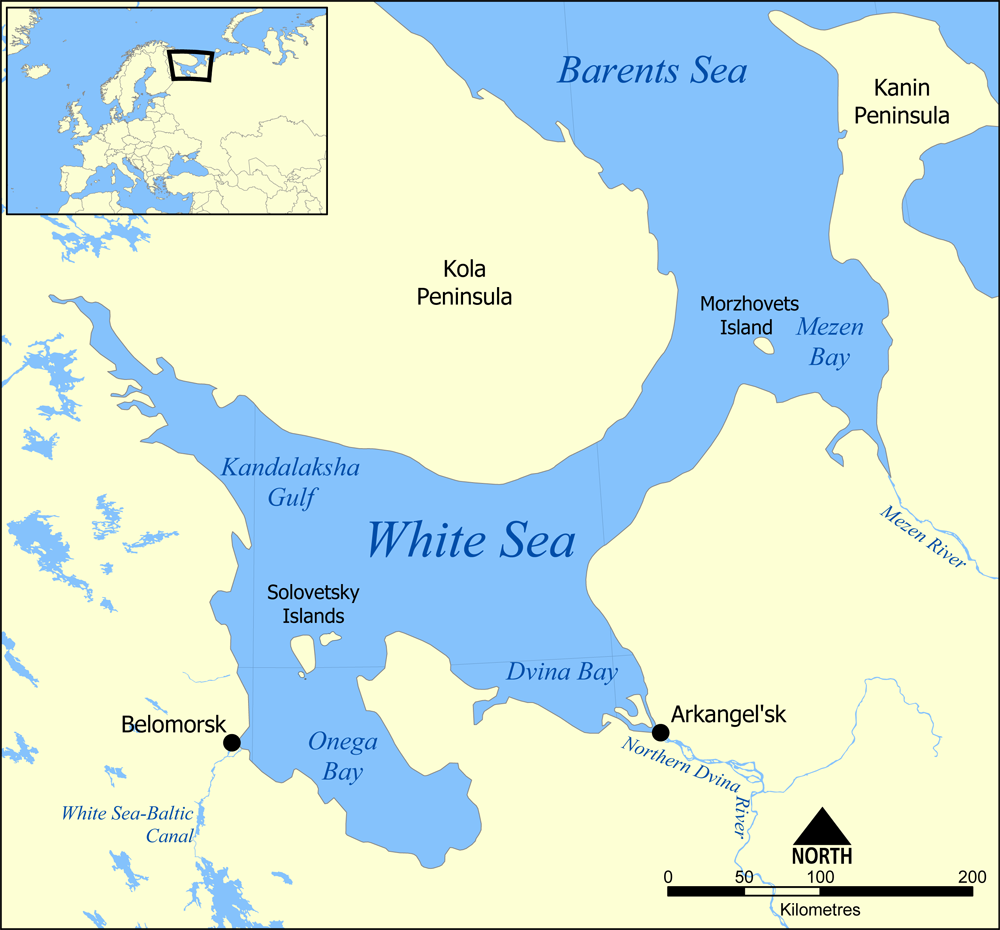
La badia del Dvinà a la Mar Blanca.

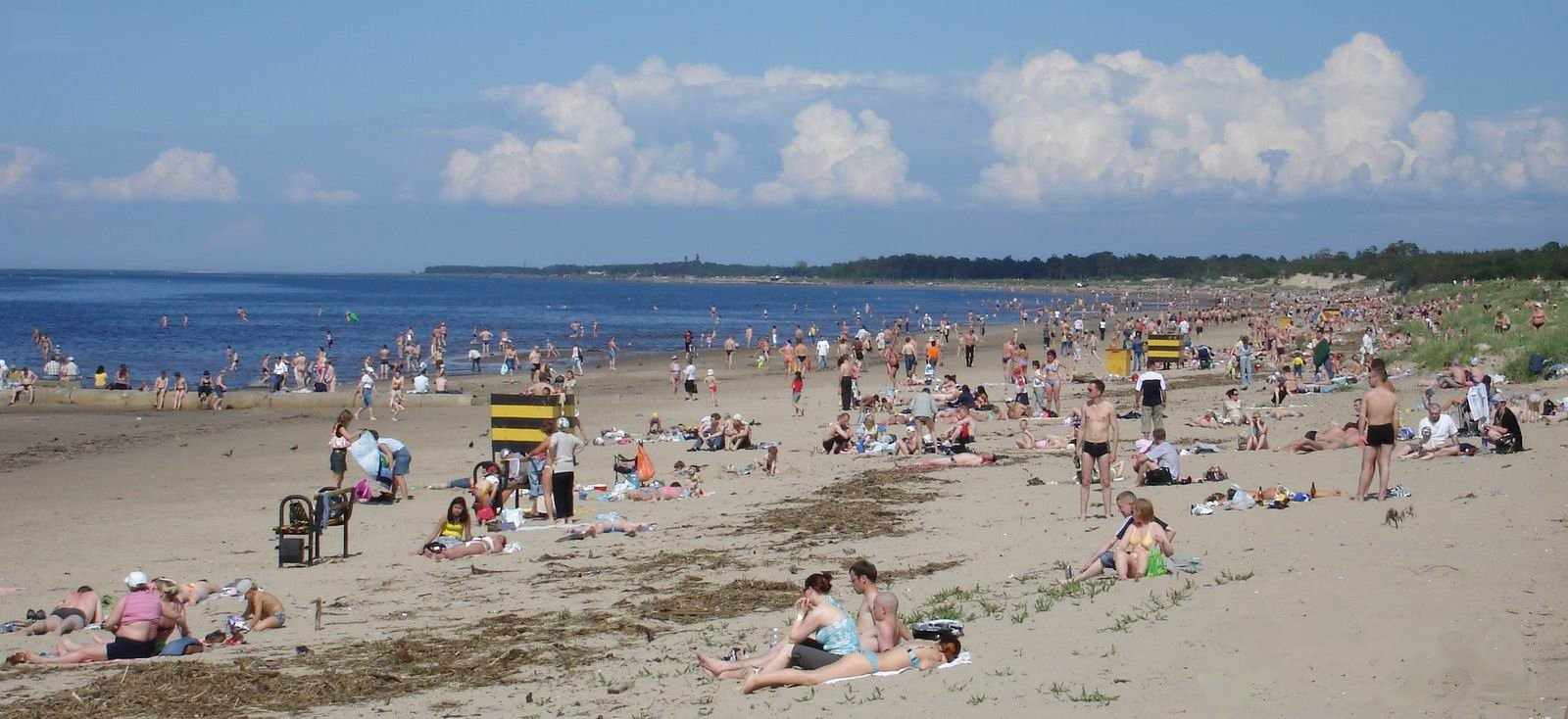
Illa Yagry prop de Severodvinsk

La Badia del Dvinà (rus: Двинская Губа) està situada a l'Oblast d'Arkhànguelsk a Rússia nord-occidental. És una de les quatre grans badies de la Mar Blanca. Els riu principals que hi desemboca és el Riu Dvinà del Nord. El riu Dvinà del Nord forma un delta dins la badia amb moltes illes que separen diferents corrents d'aigua. L'illa més gran és l'Illa Mudiug.
A les aigües d'aquesta badia hi viu la balena beluga. Està previst formar-hi un parc natural.